# الكونت كوكي العظيم

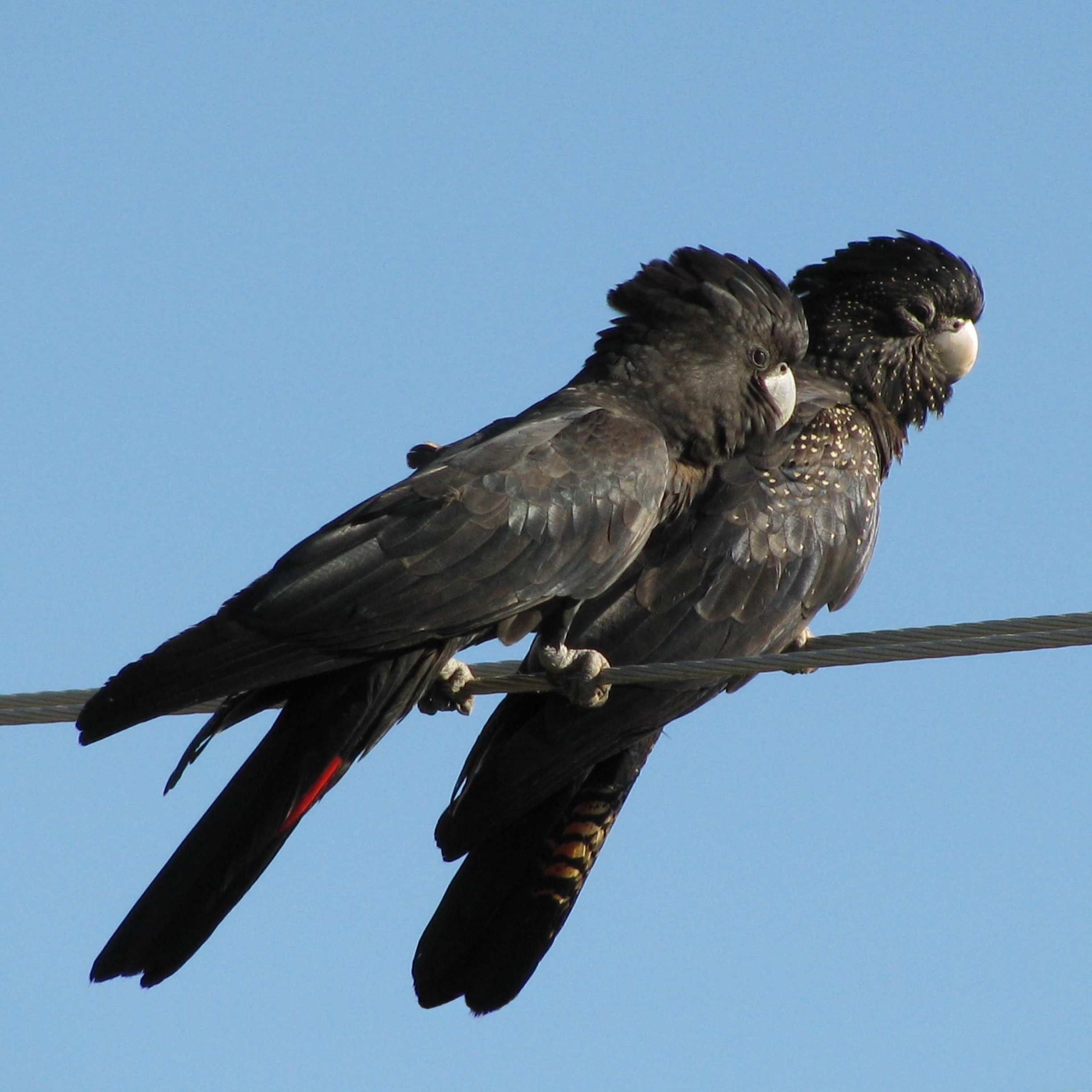
زوج من الببغاوات السوداء ذات الذيل الأحمر

الكونت كوكي العظيم و المعروف أيضًا باسم الكونت كوكاتو العظيم ، هو إحصاء سنوي مصمم لتوفير بيانات دقيقة حول عدد وتوزيع ببغاء الكوكاتو الأسود .وهو أكبر مسح فردي للكوكاتو الأسود في غرب أستراليا .
عملية الإحصاء عبارة عن مسح علمي للقاطنين ويتم إجراؤه عند غروب شمس ليلة واحدة في الخريف ، وعادة في أوائل أبريل. تم إجراءه لأول مرة عام 2009 وهو يقام كل عام منذ ذلك الحين.
شارك أكثر من 450 متطوعًا في إحصاء 2014 في مئات المواقع بين جيرالدتون و اسبرانس غرب أستراليا .
بلغ عدد المتطوعين لعام 2015 أكثر من 600 متطوع قاموا بمسح أكثر من 300 موقع ، وكان كوكاتو كارنابي الأسود المهدد بالانقراض هو المحور الرئيسي للإحصاء ، لكن كوكاتو بودين الأسود الغير محمي و الكوكاتو الأسود ذو الذيل الأحمر تم إحصاءهما أيضًا.

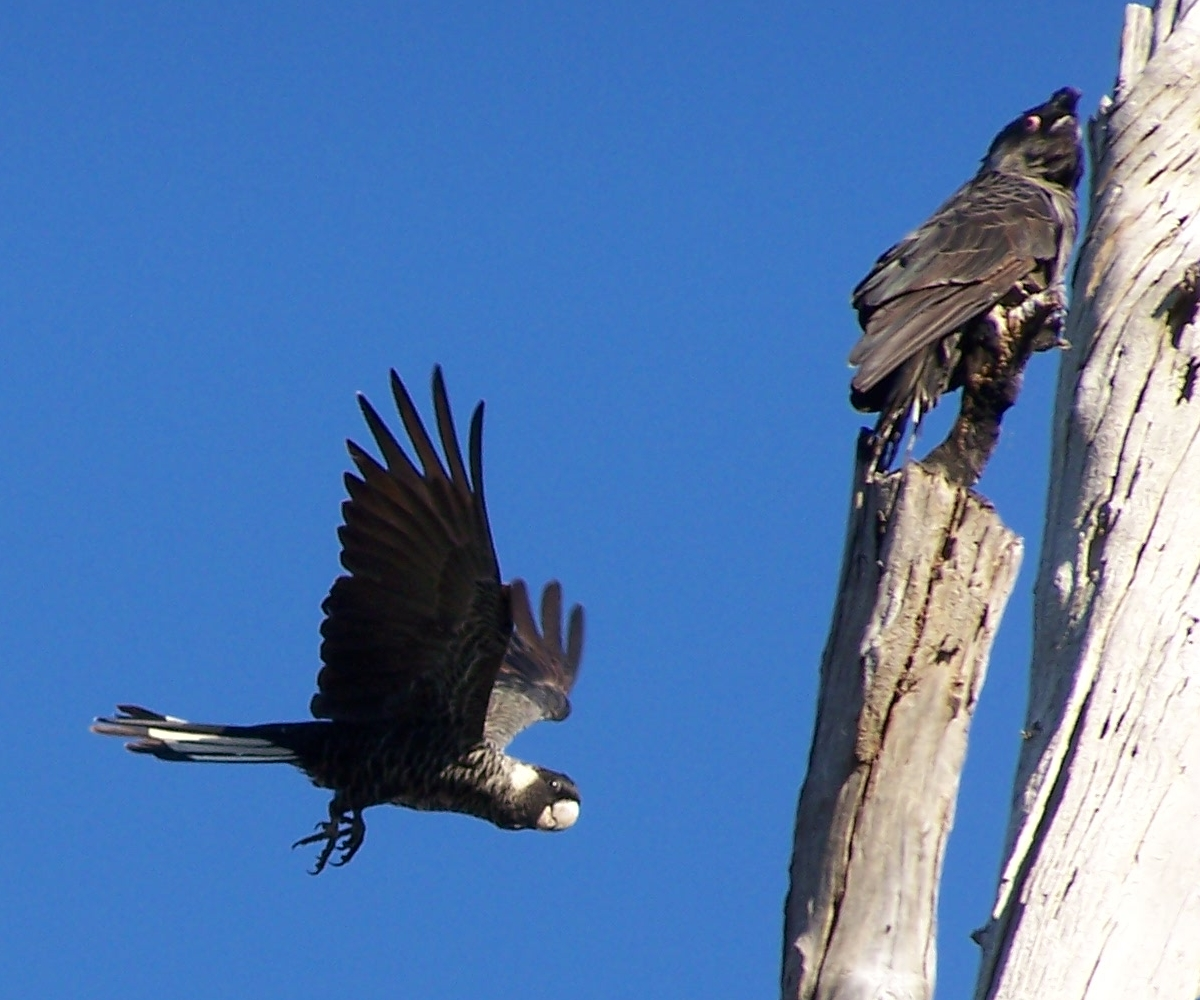
ببغاء كارنابي الأسود

في عام 2016 ، تم مسح ما مجموعه 426 موقعًا من قبل حوالي 700 متطوع. وتضمنت النتائج:
- تم تسجيل 16392 كوكاتو أسود أبيض الذيل في 100 مجثم مسكوناً.
- تم تسجيل 1907 كوكاتو أسود أحمر الذيل في 66 مجثمًا مسكوناً.
- تم العثور على 4897 كوكاتو كارنابي الأسود في موقع واحد.

تشير التقديرات إلى أن 27٪ من الكوكاتو الأسود الذي يسكن جنوب غرب أستراليا تم عدهم في ليلة واحدة.

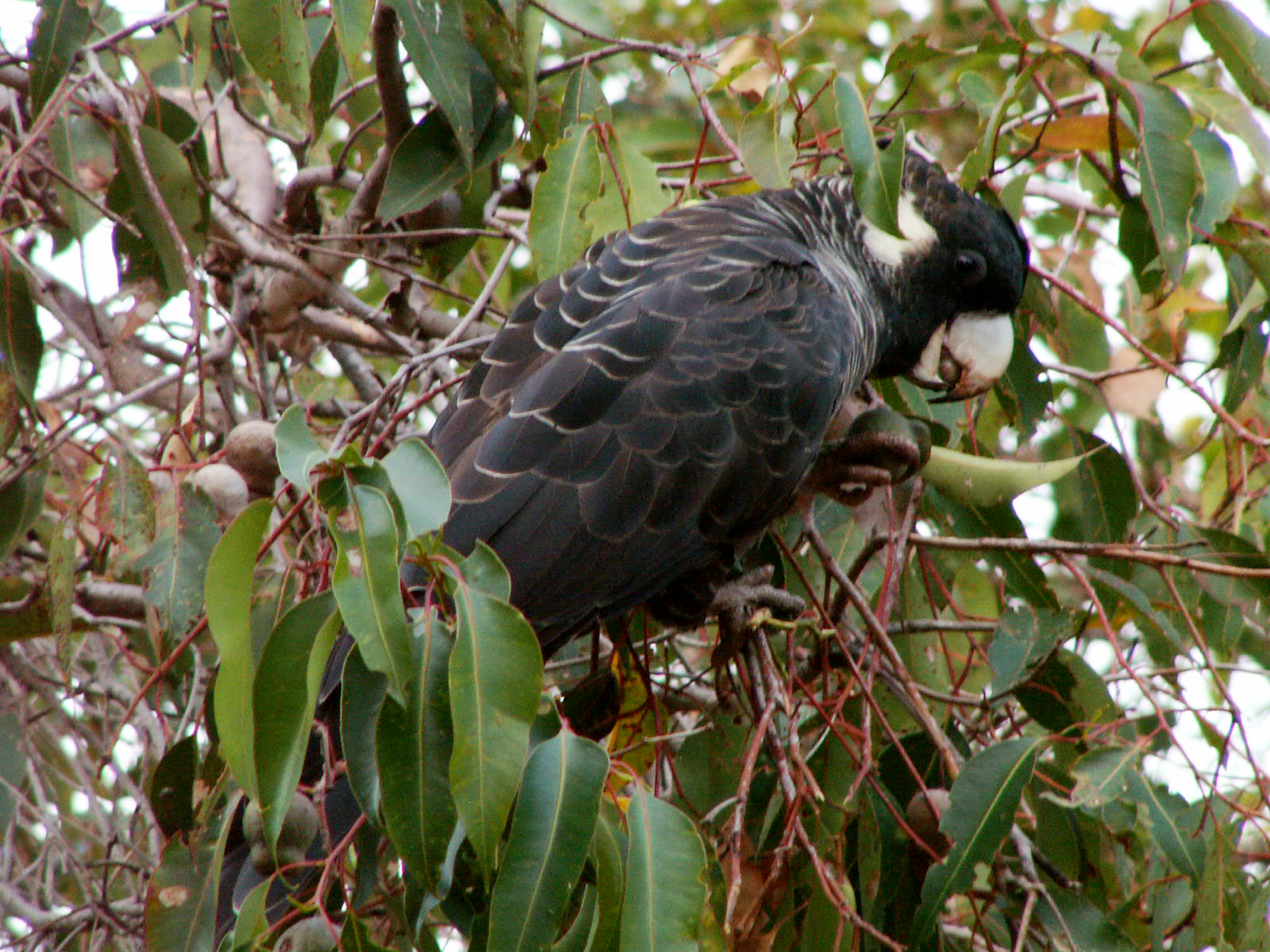
أنثى ببغاء بودين الأسود

وجدت النتائج طويلة المدى من الاستطلاعات التي أجريت منذ عام 2009 ، أن تعداد الكوكاتو الأسود في كارنابي في سهل بيرث بيل الساحلي انخفض بمعدل 15% تقريبًا كل عام. كان هناك انخفاض في حجم القطعان وعدد أقل من المواقع المأهولة حول بيرث ، وذلك في الغالب نتيجة لزيادة الزحف العمراني. تم العثور على 46 ٪ من التعداد في مزرعة الصنوبر في غناغارا، غرب أستراليا ، والتي من المقرر إزالتها بحلول عام 2030. يرجع الانخفاض في الأعداد في الغالب إلى إزالة مناطق التكاثر وتقليل مداها. يُعتقد حاليًا أن الطيور تستخدم جميع الموائل المتاحة ، وهو ما يكفي بالكاد لدعم السكان.